# Ернст Куппінгер
Ернст Куппінгер (нім. Ernst Kuppinger; 8 липня 1914, Нойлусгайм — 3 серпня 1995, Нойлусгайм) — німецький офіцер, гауптман вермахту (1 червня 1943), оберст Генштабу бундесверу. Кавалер Лицарського хреста Залізного хреста з дубовим листям.

## Біографія
В 1936/38 роках проходив службу в армії, офіцер резерву. 26 серпня 1939 року призваний в армію, командир взводу 2-ї роти 110-го піхотного полку. Учасник Французької кампанії. З 1 квітня 1941 року — командир 7-ї роти 258-го піхотного полку 112-ї піхотної дивізії. З червня 1941 року брав участь у Німецько-радянській війні. 23 грудня 1941 року важко поранений. З листопада 1942 року — командир 1-ї роти свого полку. 19 вересня 1943 року знову важко поранений. З 21 жовтня 1944 року — командир 2-го батальйону 352-го піхотного полку на Заході. Відзначився у боях під Аахеном і на Мозелі. 1 квітня 1945 року взятий в полон французькими військами. 30 квітня 1946 року звільнений. Служив в бундесвері. 30 вересня 1970 року вийшов у відставку.

## Нагороди
- Залізний хрест
  - 2-го класу (17 червня 1940)
  - 1-го класу (1 жовтня 1941)
- Нагрудний знак «За поранення» в золоті
- Штурмовий піхотний знак в сріблі
- Медаль «За зимову кампанію на Сході 1941/42»
- Лицарський хрест Залізного хреста з дубовим листям
  - лицарський хрест (24 грудня 1944)
  - дубове листя (№819; 5 квітня 1945)